# إلياس نجم
إلياس نجم (بالفرنسية: Ilyes Najim)‏ هو لاعب كرة قدم فرنسي، ولد في 10 سبتمبر 2002 في ستراسبورغ في فرنسا. لعب مع بورغ أون بريس بيروناس.

## وصلات خارجية
- إلياس نجم على موقع قاعدة بيانات كرة القدم.إي يو (الإنجليزية)
- إلياس نجم على موقع Soccerway.com (الإنجليزية)
- إلياس نجم على موقع عالم كرة القدم.نت (الإنجليزية)